# American Horror Story: Roanoke
American Horror Story: Roanoke is het zesde seizoen van de Amerikaanse dramaserie American Horror Story. Het verhaal staat los van het voorgaande seizoen en speelt zich hoofdzakelijk af in en rond een boerderijhuis dat wordt geplaagd door kwelgeesten uit de Roanoke-kolonie.
Anders dan de voorgaande jaargangen, heeft een gedeelte van dit seizoen een vertelstijl die is opgevat als een realityreeks, My Roanoke Nightmare, die een (zogezegd) waargebeurd verhaal reconstrueert. De actiescènes (die als re-enactment worden aangeduid) worden daarbij dan ook afgewisseld met interviews waarin de gebeurtenissen worden becommentarieerd.

## Rolverdeling

### Hoofdbezetting
- Kathy Bates als Agnes Mary Winstead (re-enactor van Thomasin White)
- Sarah Paulson als Audrey Tindall (re-enactor van Shelby Miller) / Lana Winters
- Cuba Gooding jr. als Dominic Banks (re-enactor van Matt Miller)
- Lily Rabe als Shelby Miller
- André Holland als Matt Miller
- Denis O'Hare als William van Henderson (re-enactor van Dr. Elias Cunningham)
- Wes Bentley als Dylan (re-enactor van Ambrose White)
- Evan Peters als Rory Monahan (re-enactor van Edward Mott)
- Cheyenne Jackson als Sidney Aaron James
- Angela Bassett als Monet Tumusiime (re-enactor van Lee Harris)

### Special guests
- Lady Gaga als re-enactor van Scathach
- Frances Conroy als re-enactor van Mama Polk
- Finn Wittrock als Jether Polk

### Terugkerende bezetting
- Adina Porter als Lee Harris
- Leslie Jordan als Ashley Gilbert (re-enactor van Cricket Marlowe)
- Charles Malik Whitfield als re-enactor van Mason Harris
- Robin Weigert als Mama Polk

## Afleveringen
| Afleveringnummer | Afleveringnummer | Titel      | Eerste uitzending VS |
| Serie            | Seizoen          | Titel      | Eerste uitzending VS |
| ---------------- | ---------------- | ---------- | -------------------- |
| 64               | 1                | Chapter 1  | 14 september 2016    |
| 65               | 2                | Chapter 2  | 21 september 2016    |
| 66               | 3                | Chapter 3  | 28 september 2016    |
| 67               | 4                | Chapter 4  | 5 oktober 2016       |
| 68               | 5                | Chapter 5  | 12 oktober 2016      |
| 69               | 6                | Chapter 6  | 19 oktober 2016      |
| 70               | 7                | Chapter 7  | 26 oktober 2016      |
| 71               | 8                | Chapter 8  | 2 november 2016      |
| 72               | 9                | Chapter 9  | 9 november 2016      |
| 73               | 10               | Chapter 10 | 16 november 2016     |